# Phillips Lee Goldsborough

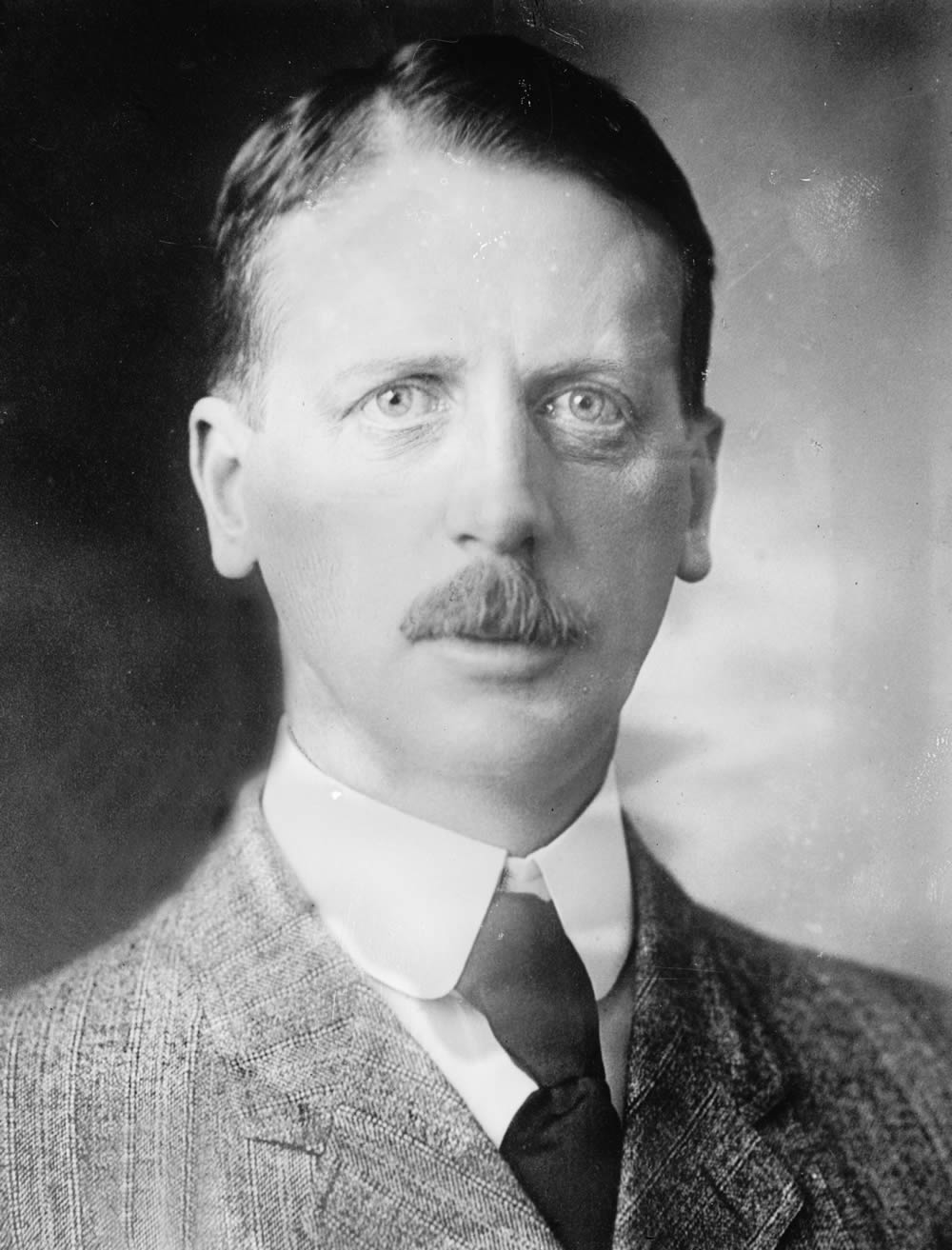
Phillips Lee Goldsborough

Phillips Lee Goldsborough (* 6. August 1865 in Princess Anne, Somerset County, Maryland; † 22. Oktober 1946 in Baltimore, Maryland) war ein US-amerikanischer Politiker (Republikanische Partei) und von 1912 bis 1916 Gouverneur des Bundesstaates Maryland. Zwischen 1929 und 1935 vertrat er seinen Staat im US-Senat.

## Frühe Jahre und politischer Aufstieg
Phillip Goldsborough besuchte sowohl private als auch öffentliche Schulen in seiner Heimat. Nach einem Jurastudium wurde er im Jahr 1886 als Rechtsanwalt zugelassen. Daraufhin begann er in Cambridge in seinem neuen Beruf zu arbeiten. Gleichzeitig stieg er in das Bankgeschäft ein.
Zwischen 1892 und 1898 war er Bezirksstaatsanwalt im Dorchester County. Danach war er von 1898 bis 1899 Leiter des Rechnungshofes (Comptroller of the Treasury) von Maryland. Zwischen 1902 und 1911 arbeitete er für das US-Finanzministerium als Steuerbeauftragter für den Steuerbezirk Maryland. Am 7. November 1911 wurde er als Kandidat seiner Partei gegen den Demokraten Arthur Pue Gorman zum neuen Gouverneur seines Staates gewählt.

## Gouverneur von Maryland und US-Senator
Phillips Goldsborough trat seine vierjährige Amtszeit am 10. Januar 1912 an. In seiner Amtszeit wurden die Straßen des Staates weiter ausgebaut, um dem steigenden Verkehrsaufkommen gerecht zu werden. Eine umfangreiche Schulreform verbesserte das Bildungswesen. So wurden damals die Schulpflicht in Maryland eingeführt und die Schulzeiten verlängert. Auch die Lehrer wurden besser ausgebildet. Damals wurde auch ein Ausschuss gegründet, der sich mit Abfindungen und Entschädigungen von Unfallopfern befasste (Workmen’s Compensation Commission).
Nach dem Ende seiner Amtszeit am 12. Januar 1916 wurde Goldsborough Präsident der National Union Bank und von 1917 bis 1928 Vorsitzender der Baltimore Trust Company. In dieser Zeit scheiterte sein erster Versuch, in den US-Senat gewählt zu werden. Im Jahr 1928 hatte er mehr Erfolg. Er konnte den bisherigen Senator William Cabell Bruce schlagen und als US-Senator der Class-1-Kategorie in den Kongress einziehen. Goldsborough absolvierte nur eine sechsjährige Legislaturperiode und schied 1935 wieder aus dem Kongress aus. Sein Sitz ging an George Radcliffe.

## Weiterer Lebenslauf
Im Jahr 1934 bewarb er sich erfolglos um die Nominierung seiner Partei für die Gouverneurswahlen  von Maryland. Er unterlag gegen Harry Nice. Zwischen 1932 und 1936 war Goldsborough Mitglied des Republican National Committee. Danach war er wieder als Rechtsanwalt tätig. Seit 1935 war Phillips Goldsborough nach seiner Ernennung durch Präsident Franklin D. Roosevelt auch im Vorstand der staatlichen Deposit Insurance Corporation. Dieses Amt behielt er bis zu seinem Tod im Jahr 1946. Phillips Goldsborough war mit Mary Ellen Showell verheiratet, mit der er drei Kinder hatte.